# Samotkan, Verhnodniprovsk
Samotkan (în ucraineană Самоткань) este un sat în comuna Perșe Travnea din raionul Verhnodniprovsk, regiunea Dnipropetrovsk, Ucraina.

## Demografie
Componența lingvistică a localității Samotkan
     Ucraineană (97,3%)
     Rusă (2,7%)
Conform recensământului din 2001, majoritatea populației localității Samotkan era vorbitoare de ucraineană (97,3%), existând în minoritate și vorbitori de rusă (2,7%).